# Leah Canfield
Leah Canfield (1991) è un'ex sciatrice alpina statunitense.

## Biografia
Attiva in gare FIS dal dicembre del 2007, la Canfield gareggiò prevalentemente in Nor-Am Cup, dove esordì il 29 novembre 2010 a Loveland in slalom speciale, senza completare la prova, ottenne l'unico podio il 14 dicembre successivo a Panorama in supergigante (3ª) e prese per l'ultima volta il via il 16 dicembre dello stesso anno nella medesima località in slalom gigante, senza completare la prova. Si ritirò al termine della stagione 2011-2012 e la sua ultima gara fu uno slalom gigante FIS disputato il 29 marzo a Park City, non completato dalla Canfield; non debuttò in Coppa del Mondo né prese parte a rassegne olimpiche o iridate.

## Palmarès

### Nor-Am Cup
- Miglior piazzamento in classifica generale: 39ª nel 2011
- 1 podio:
  - 1 terzo posto